# Laurent Fressinet
Pour les articles homonymes, voir Fressinet.
Laurent Fressinet, né le 30 novembre 1981 à Dax (France), est un joueur d'échecs français, grand maître international depuis 2000, champion de France en 2010 et 2014, et vice-champion d'Europe en 2012.
Au 1er octobre 2022, Laurent Fressinet est le 147e joueur mondial et le sixième français avec un classement Elo de 2 622 points.
Laurent Fressinet est, depuis 2013, un des secondants du champion du monde Magnus Carlsen.

## Biographie et carrière

### Débuts

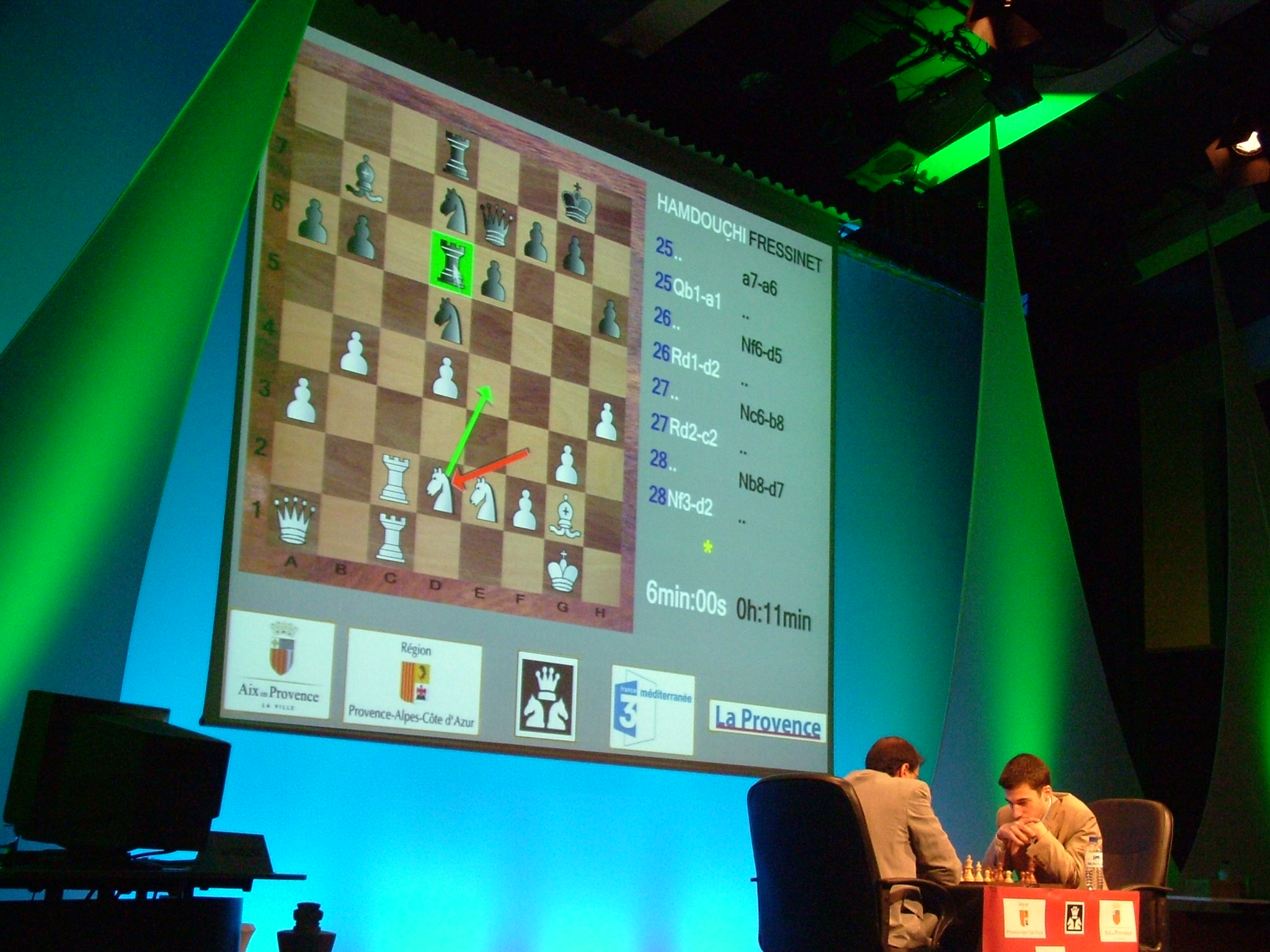
Finale Fressinet - Hamdouchi au Grand Prix d'Aix en Provence 2005.

Alors qu'il avait l'habitude de jouer aux dames avec son grand-père, il découvre les échecs « presque par hasard » car il n'y avait qu'un club d'échecs à Dax, dans lequel ses parents l'inscrivent. « Mes parents se sont dit que c'était à peu près la même chose », explique-t-il.
A 9 ans, Il se classe 7e au championnat départemental d'échecs des Landes.
Formé au Cercle Caïssa, Fressinet fait partie de la génération française qui a propulsé la France au 4e rang mondial des nations en 2006.
Deux fois vice-champion du monde des jeunes (minimes en 1994 et cadets en 1999), Laurent Fressinet a remporté plusieurs tournois rapides en France, tels :
- le Grand-Prix d'échecs du Sénat (Paris) en 2000[4] ;
- le Grand Prix d'Aix-en-Provence en 2005[5],[6].

### Champion de France (2010 et 2014)
Fressinet  est vice-champion de France individuel en 2004 et 2006 et champion de France de blitz 2007. Il est grand maître international depuis 2000.
Il remporte à Belfort, le 21 août 2010, le titre de champion de France après avoir battu Romain Édouard en match de départage. Son épouse Almira Skripchenko venait d'obtenir le titre féminin la veille.
Il remporte un deuxième titre de champion de France à Nîmes en août 2014.
Il remporte le championnat de France de parties rapides en 2009, 2011 et 2022.

### Vice-champion d'Europe (2012)

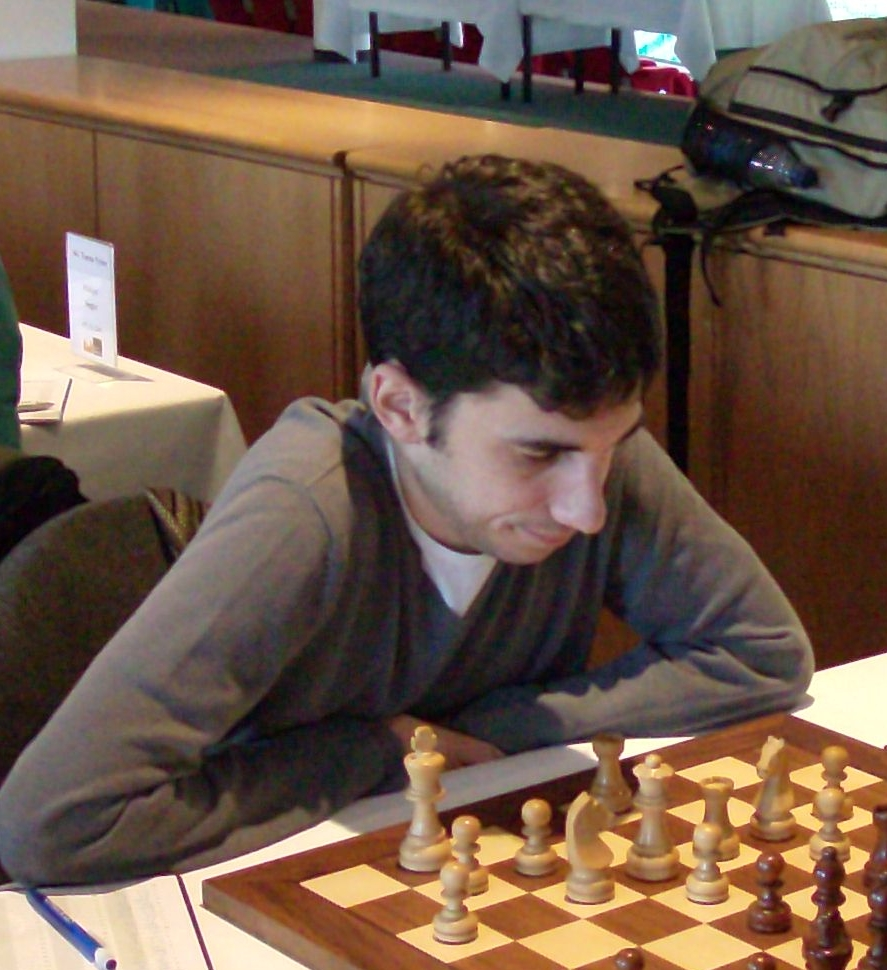
Laurent Fressinet en 2007.

Au 1er janvier 2011, avec un classement Elo de 2 707, il est le 3e joueur français et le 35e mondial.
En 2012, Fressinet termine deuxième au championnat d'Europe d'échecs individuel à Plovdiv.
Lors du mémorial Alekhine disputé à Paris en mai 2013, il bat Vladimir Kramnik et termine sixième du tournoi avec la moitié des points.
En 2014, il remporte le tournoi Sigeman & Co à Malmö.

### Secondant de Carlsen
De 2013 à 2022, Laurent Fressinet a été l'un des secondants du champion du monde Magnus Carlsen,.

### Compétitions rapides internationales
En décembre 2012, Fressinet remporte le championnat du monde « SportAccord World Mind Games » de parties d'échecs rapides disputé à Pékin en Chine, devant Hikaru Nakamura, Aleksandr Grichtchouk, Ding Liren, Teimour Radjabov, Aleksandr Morozevitch, Péter Lékó, Wang Hao, Baadur Jobava, Gata Kamsky, Anish Giri, Sergueï Kariakine, Levon Aronian, Vassili Ivantchouk, Shakhriyar Mamedyarov et Viktor Bologan.
En 2015, il remporte les rencontres rapides du Cap d'Agde, battant Anatoli Karpov en finale (3-1). Il remporte à nouveau le tournoi rapide du Cap d'Agde en 2022, battant en finale l'Italien Luca Moroni.

### Compétitions par équipe
Champion d'Europe des clubs avec le NAO Chess Club en 2003 et 2004, il a aussi été classé troisième au Championnat d'Europe par équipes en 2005, en battant notamment l'équipe de Russie, pour la première fois de l'histoire.
En septembre 2016, il obtient la médaille d'or au quatrième échiquier lors de l'olympiade d'échecs de 2016 à Bakou.
Il remporte 14 championnats de France par équipes[réf. nécessaire] et fait partie en 2022 de l'équipe de Bischwiller avec laquelle, il a gagné les titres en 2019, 2021 et 2022. Cette équipe est surnommée les « Invincibles », leur dernière défaite remontant à Mai 2017, soit une série de 51 matchs sans défaite.

### Coupes du monde
| Année | Lieu            | Résultat       | Ultimes adversaires | Adversaires battus                 |
| ----- | --------------- | -------------- | ------------------- | ---------------------------------- |
| 2007  | Khanty-Mansiïsk | troisième tour | Evgueni Alekseïev   | Diego Flores, Vladislav Nevednichy |
| 2009  | Khanty-Mansiïsk | deuxième tour  | Evgueni Alekseïev   | Sanan Siouguirov                   |
| 2011  | Khanty-Mansiïsk | deuxième tour  | Emil Sutovsky       | Rinat Jumabaev                     |
| 2013  | Tromsø          | deuxième tour  | Vladimir Malakhov   | Larry Christiansen                 |
| 2015  | Bakou           | deuxième tour  | Ian Nepomniachtchi  | Ante Brkić                         |
| 2017  | Tbilissi        | premier tour   | Luka Lenič          |                                    |
| 2023  | Bakou           | deuxième tour  | Nidjat Abassov      | Massinas Djabri                    |

## Deux parties
Laurent Fressinet - Romain Édouard, Belfort, 2010
1. d4 Cf6 2. c4 g6 3. Cc3 d5 4. Db3 dxc4 5. Dxc4 Fg7 6. e4 0-0 7. Fe2 a6 8. Ff4 b5 9. Dxc7 Dxc7 10 Fxc7 Fb7 11. f3 Cc6 12. d5 Cd4 13. Td1 Cd7 14. Fd3 Cc5 15. Cge2 Cxe2 16. Fxe2 b4 17. Cb1 Tfc8?! (17...a5! 18. d6 exd6 19. Fxd6 Tfc8) 18. Fa5 Ca4 19. 0-0 Cxb2 20. Tc1 Fd4+ 21. Rh1 Fe3? Les Noirs omettent le 25e coup des Blancs 22. Txc8+ Txc8 23. Fxb4 Tc2 24. Te1 Ff2 25. Ca3! Tc7 26. Tb1 Fd4 27. Fa5 Tc8 28. Fd2 f5 29. h4 e6 30. d6 Rf7 31. Fc1 1-0.
Vladimir Kramnik-Laurent Fressinet, Paris/Saint Petersbourg, 2013
1. Cf3 d5 2. g3 Cc6 3. d4 Fg4 4. Cbd2!? (4. Fg2) 4...Dd7 5. h3 Ff5 6. c3 e5!? 7. dxe5 0-0-0 8. e3? (8. Cb3!) 8...Cge7 9. g4? (9. b4) 9...Fg6 10. b4 h5! 11. b5 hxg4! 12. bxc6 Cxc6 13. e6 Dxe6 14. Cd4 Cxd4 15. cxd4 Fe7 16. Fg2 gxh3 17. Ff3 Ff5 18. Da4 Rb8 19. Fa3 Fh4 20. Cf1 g5 21. Th2 g4 22. Fe2 Fe4 23. Tc1 Fg2 24. Da5 Tc8 25. Tc3 Fxf2+! 26. Rxf2 Fxf1 27. Rxf1 g3 28. Ff3 gxh2 29. Re2 Thg8! 30. Fc5 a6 31. Fh1 Tg2+ 32. Fxg2 0-1.